# Salvador (Torres Novas)
Salvador is een plaats (freguesia) in de Portugese gemeente Torres Novas en telt 2201 inwoners (2001).